# Sōtan Tanabe
Sōtan Tanabe (田邉 草民?, Tanabe Sōtan; Suginami, 6 aprile 1990) è un ex calciatore giapponese, di ruolo centrocampista.

## Palmarès

### Club

#### Competizioni nazionali
- Coppa J. League: 2

FC Tokyo: 2009
Avispa Fukuoka: 2023
- J2 League: 1

FC Tokyo: 2011
- Coppa dell'Imperatore: 1

FC Tokyo: 2011